# Роберт Віздом
Роберт Віздом (англ. Robert Wisdom, народ. 14 вересня 1953) — американський актор.

## Життя і кар'єра
Роберт Віздом народився у Вашингтоні, округ Колумбія і закінчив Колумбійський університет. Він з'явився в понад вісімдесят фільмах і телесеріалах, однак найбільш відомий по своїй ролі Говарда Колвіна в серіалі HBO «Дроти». На великому екрані у нього були помітні ролі в таких фільмах як «Без обличчя», «Дюплекс», «Рей» і «Вільні письменники».
Віздом знявся в телесеріалі «Втеча з в'язниці» в 2007–2008 роках, а пізніше періодично з'являвся в серіалах «Надприродне» і «Чорна мітка». Також він знявся в недовго проіснувала серіалі «Щасливе місто», а також був гостем в серіалах «Закон і порядок: Спеціальний корпус» і «Як я зустрів вашу маму». У 2012 році він отримав постійну роль політика Коулмена Карлайла в телесеріалі «Нешвілл».

## Фільмографія

### Фільми
| Рік  |   | Українська назва                          | Оригінальна назва              | Роль                 |
| ---- | - | ----------------------------------------- | ------------------------------ | -------------------- |
| 1994 | ф | Незаймано чиста пам'ять                   | Clean Slate                    | Морт                 |
| 1996 | ф | Повсталий з пекла 4: Кровна спорідненість | Hellraiser: Bloodline          | сенобіт-гравець      |
| 1996 | ф | Те, що ти робиш                           | That Thing You Do!             | Боббі Вашингтон      |
| 1997 | ф | Вулкан                                    | Volcano                        | штатний працівник    |
| 1997 | ф | Без обличчя                               | Face / Off                     | Тіто Біонді          |
| 1998 | ф | Могутній Джо Янг                          | Mighty Joe Young               | Квелі                |
| 1998 | ф | Три бізнесмени                            | Three Businessmen              | Лерой Джаспер        |
| 2000 | в | Крутий видобуток                          | The Heist                      | Слім                 |
| 2000 | ф | Танці в «Блакитній ігуані»                | Dancing at the Blue Iguana     | Едді                 |
| 2001 | ф | Осмосіс Джонс                             | Osmosis Jones                  | Big Germ (голос)     |
| 2002 | ф | Берегові лінії                            | Coastlines                     | Боб Джонсон          |
| 2003 | ф | Шоу століття                              | Masked and Anonymous           | Луціус               |
| 2003 | ф | Дюплекс                                   | Duplex                         | офіцер Ден           |
| 2004 | ф | Перукарня 2: Знов у справі                | Barbershop 2: Back in Business | Олдермен Лалоу Браун |
| 2004 | ф | Гавань                                    | Haven                          | містер Стерлінг      |
| 2004 | ф | Рей                                       | Ray                            | Джек Лодердейл       |
| 2004 | ф | Забуте                                    | The Forgotten                  | Карл Дейтон          |
| 2005 | ф | Моцарт і кит                              | Mozart and the Whale           | Блум                 |
| 2006 | ф | Яструб помирає                            | The Hawk Is Dying              | Біллі Боб            |
| 2007 | ф | Вільні письменники                        | Freedom Writers                | доктор Карл Кон      |
| 2007 | ф | Секс і 101 смерть                         | Sex and Death 101              | Альфа                |
| 2009 | ф | Колекціонер                               | The Collector                  | Рой                  |
| 2010 | ф | Ігри пристрасті                           | Passion Play                   | Малкольм             |
| 2011 | ф | Бастіон                                   | Rampart                        | капітан              |
| 2012 | ф | Темний лицар повертається                 | The Dark Knight Rises          | армійський капітан   |
| 2012 | ф | Фрилансери                                | Freelancers                    | Терренс Берк         |
| 2014 | ф | Лофт                                      | The Loft                       | детектив Кохаган     |
| 2016 | ф |                                           | Live Cargo                     | Рой                  |
| 2017 | ф | Мара                                      | Unforgettable                  | детектив Поуп        |
| 2018 | ф |                                           | Beast of Burden                | Меллорі              |
| 2019 | ф | Сирітський Бруклін                        | Motherless Brooklyn            | Біллі Роуз           |
| 2021 | ф |                                           | Vacation Friends               | Гарольд Конвей       |
| 2021 | ф |                                           | A Journal for Jordan           | сержант Кенеді       |

### Телебачення
| Рік       |    | Українська назва                    | Оригінальна назва                 | Роль                      |
| --------- | -- | ----------------------------------- | --------------------------------- | ------------------------- |
| 1990      | с  |                                     | The Bill                          | Джонні Оліна-Олу          |
| 1993      | с  | Пуаро Агати Крісті                  | Agatha Christie's Poirot          | офіціант                  |
| 1995      | тф | Сахара                              | Sahara                            | Тамбул                    |
| 1996      | тф | Якби стіни могли говорити           | If These Walls Could Talk         | поліцейський              |
| 2001      | с  | Швидка допомога                     | ER                                | доктор Хаммонд            |
| 2002      | с  | Поліція Нью-Йорка                   | NYPD Blue                         | Ерік Грін                 |
| 2002      | тф | Прямий ефір з Багдада               | Live from Baghdad                 | Бернард Шоу               |
| 2003      | с  | Справедлива Емі                     | Judging Amy                       | Д.А. Метьюз               |
| 2003—2008 | с  | Дроти                               | The Wire                          | Ховард «Банні» Колвін     |
| 2007—2008 | с  | Втеча з в'язниці                    | Prison Break                      | Норман «Лечеро» Сент-Джон |
| 2008—2009 | с  | Надприродне                         | Supernatural                      | Уріель                    |
| 2009      | с  | NCIS: Полювання на вбивць           | NCIS                              | наглядач Джин Холсі       |
| 2009      | с  | Теорія брехні                       | Lie to Me                         | Бондс                     |
| 2009      | с  | Як я зустрів вашу маму              | How I Met Your Mother             | МакКракен                 |
| 2009      | с  | Закон і порядок: Спеціальний корпус | Law & Order: Special Victims Unit | отець Тео Бердетт         |
| 2010      | с  |                                     | Happy Town                        | Роджер Гоббс              |
| 2010—2011 | с  | Чорна мітка                         | Burn Notice                       | Он Андерсон               |
| 2011      | с  | Нікіта                              | Nikita                            | директор ЦРУ Ебботт       |
| 2012—2013 | с  | Нешвілл                             | Nashville                         | Коулмен Карлайл           |
| 2013      | с  | Анатомія Грей                       | Grey's Anatomy                    | містер Гамільтон          |
| 2014      | с  | Легенди                             | Legends                           | Конрад Томлін             |
| 2014—2015 | с  | Поліція Чикаго                      | Chicago P.D.                      | Рон Перрі                 |
| 2015—2019 | с  | Гравці                              | Ballers                           | Денніс                    |
| 2016—2017 | с  | Роузвуд                             | Rosewood                          | Джеральд Келлі            |
| 2018—2020 | с  | Алієніст                            | The Alienist                      | Сайрус Монтроуз           |
| 2019      | с  | Блакитна кров                       | Blue Bloods                       | інспектор Андре Кліффорд  |
| 2019      | с  | Правосуддя                          | The Fix                           | Бак Ніл                   |
| 2019      | с  | Вартові                             | Watchmen                          | Сеймур                    |
| 2020      | с  | Гелстром                            | Helstrom                          | Наглядач                  |
| 2022—2023 | с  | Баррі                               | Barry                             | Джим Мосс                 |
| 2022      | с  | Чорний птах                         | Black Bird                        | Едмунд Бомонт             |
| 2023      | с  | Зоряний шлях: Дивні нові світи      | Star Trek: Strange New Worlds     | Дак'ра                    |

### Озвучення відеоігор
| Рік  |    | Українська назва                | Оригінальна назва               | Роль            |
| ---- | -- | ------------------------------- | ------------------------------- | --------------- |
| 2008 | вг | Spider-Man: Web of Shadows      | Spider-Man: Web of Shadows      | Люк Кейдж       |
| 2009 | вг | The Lord of the Rings: Conquest | The Lord of the Rings: Conquest | Урук-гай        |
| 2012 | вг | Call of Duty: Black Ops II      | Call of Duty: Black Ops II      | Жонас Савімбі   |
| 2014 | вг | Call of Duty: Advanced Warfare  | Call of Duty: Advanced Warfare  | прем'єр-міністр |